# Polyrhachis wolfi
Polyrhachis wolfi är en myrart som beskrevs av Auguste-Henri Forel 1912. Polyrhachis wolfi ingår i släktet Polyrhachis och familjen myror. Inga underarter finns listade i Catalogue of Life.